# 델토라 퀘스트
《델토라 퀘스트》(DELTORA QUEST)는 에밀리 로다(Emily Rodda)가 쓴 판타지 소설들과 일련의 미디어믹스들의 총칭이다. 첫번째 시리즈인 《DELTORA QUEST》가 2000년 오스트레일리아에서 처음 출판되고 이후 30개국 이상의 나라에서 출판되었다. 《델토라 퀘스트》는 3시리즈로 구분된다. 첫번째 시리즈인 《DELTORA QUEST》가 8권, 두번째 시리즈인 《DELTORA QUEST 2/DELTORA Shadowlands》가 3권, 세 번째 시리즈인 《DELTORA QUEST 3/Dragons of DELTORA》가 4권인 총 15권으로 이루어져 있고, 그 외에도 The Deltora Book of Monsters, Tales of Deltora, The Authorised Ultimate Deltora Quiz Book, How to Draw Deltora Monsters, How to Draw Deltora Dragons and Other Creatures and Secrets of Deltora로 총 6권의 공식 보너스북이 있다.
대한민국에서는 중앙출판사에서 첫번째 시리즈인 《DELTORA QUEST》를 《델토라 왕국》이라는 이름으로 2003년 2월 10일에 첫번째 작품인 《침묵의 숲》을 시작으로 2003년 7월 19일을 끝으로 첫번째 시리즈의 여덟번째 권이자 마지막 권인 《델》까지 정발하였고, 현재 절판되었다. 두번째 시리즈와 세번째 시리즈는 정발되지 않았다.
일본에서는 첫번째 시리즈인 《DELTORA QUEST》 원작으로 삼아 TV 애니메이션 시리즈를 2007년 1월 6일에서 200년 3월 29일까지 총 65화까지 방영하거나 닌텐도 DS 게임을 만드는 등 많은 미디어믹스가 이루어졌다.

## 줄거리

### 1부 - DELTORA Quest (델토라 왕국)
델토라 왕국에는 대대로 물려온 마법의 벨트가 있다. 벨트에는 델토라 왕국을 구성하는 일곱 개 부족에서 얻은 신비한 보석 7개가 박혀 있다. 이 벨트야말로 암흑 제왕으로부터 델토라 왕국을 지켜주는 힘. 그러나 엔돈이 왕이 되었을 때, 마법의 벨트에 박혀 있던 보석은 암흑 제왕의 손으로 넘어가고, 델토라 왕국은 암흑 제왕이 지배하는 세상이 된다. 엔돈왕의 친구였던 자리드는 어떻게 해서든 그 보석들을 찾아 마법의 벨트를 다시 완성하고, 엔돈의 후계자를 찾아 델토라 왕국을 되찾겠다고 결심한다. 그렇게 16년이 지났을 때 자리드는 아들 리프에게 벨트에 얽힌 비밀을 들려주고, 왕궁 근위병이었던 바르다와 함께 보석을 찾아나설 것을 권유한다. 그리고 모험을 떠나며 그들은 길고 검은 머리카락과 에메랄드 빛의 눈을 가진 침묵의 숲에서 온 야생 소녀 쟈스민을 만나게 된다. 모험의 최종목표는 델토라 왕국의 토파즈, 루비, 오팔, 청금석, 에메랄드, 자수정, 다이아몬드 의 7 개의 보석을 찾는 것이다. 보석들은 각각 특별한 힘을 가지며 델토라 왕국 전역의 위험한 장소들에 숨어 있다. 그리고 보석을 얻기위해선 수많은 위험들과 마주치게 된다. 벨트의 보석들이 모두 모이고 델토라 왕국 첫번째의 왕 아딘의 직계후손이 벨트를 착용하면 사악한 암흑 제왕은 물러나게 된다는 왕국에서 전해져 내려오는 전설을 믿고서, 리프 일행은 계속 모험을 떠난다.
소설의 제목이자 소설의 근간이 되는 DELTORA는 벨트에 모아야 하는 7개의 보석들의 앞글자에서 하나씩 따온것이다.
다이아몬드 ('D'iamond), 에메랄드 ('E'merald) , 청금석 ('L'apis lazuli), 토파즈 ('T'opaz) , 오팔 ('O'pal), 루비 ('R'uby ), 자수정 ('A'methyst)

### 2부 - DELTORA Shadowlands
리프들의 활약에 의해 암흑 제왕은 델토라에서 추방되었다. 그러나 많은 델토라의 국민은 그림자의 왕국에 납치 된 상태이고, 친구와 가족을 잃은 사람들은 슬퍼하고 슬픔에 잠겨 있었다. 그 무렵, 리프는 모든 사악함을 물리 쳤다는 "피라의 피리 '의 이야기를 듣고 해결에 실마리를 찾으려 한다. 한편, 쟈스민은 그림자 왕국(Shadowlands)에 사로 잡혀 있다는 동생의 존재를 알고 마음대로 그림자 왕국을 향해 떠난다.

### 3부 - Dragons of DELTORA
그림자의 왕국에서 델토라 국민들을 구출하는 데 성공했다 리프 일행이었지만, 델토라 왕국은 미증유의 대기근에 휩쓸리고 만다. 국토는 황폐하고 백성은 고통 받고 있었다. 리프도 보석을 통해 들리는 그림자 대왕의 목소리에 시달리고 있었다. 그 소리에 완전히 초췌해진 리프는 크리스탈 파괴를 결행한다. 대기근이 암흑 제왕에 의해 만들어진 '네명의 자매' 때문에 일어난 것을 알게 되고, 네 자매를 물리 치고 델토라를 부흥시키기 위하여 리프 일행은 세 번째 모험에 나선다.

## 주요 등장인물

### 리프(Lief)
시리즈의 주인공. 16세. 델토라 왕국의 전왕의 친구인 대장장이의 아들로 일곱 보석을 찾기 위해 바르다와 함께 모험을 떠난다. 바르다의 묘사에 따르면 금발벽안의 소년이고 정의롭고 밝은 성격의 주인공이다. 델토라 왕국의 국민들을 괴롭히는 암흑 제왕과 헌병단 들에 대해 강한 반감을 품고 있었다. 잔머리를 상당히 잘 굴리는 듯 하다. 아직 어린아이답게 자신이 걷는 길이 과연 옳은 길인지 고뇌하기도 하고, 모험을 떠나며 만나는 여러 시련에 좌절하기도 하지만, 그런 고난들을 잘 극복해나가며 용감하고 지혜를 갖춘 용사로 성장해나간다.

### 바르다(Barda)
전 왕궁 근위병으로 리프의 아버지의 친구. 리프와 함께 모험을 떠나며 그를 지켜준다. 일행 중 나이가 가장 많지만 동료들에게는 편안한 분위기로 반말로 불리기도 한다. 아직 어린 리프, 쟈스민보다 판단력이나 융통성이 뛰어나며 리프나 쟈스민이 흥분해서 상황판단을 제대로 하지 못할 때 피해 입지 않도록 미리 제동을 걸어주는 역할도 한다. 리프나 쟈스민은 잘 모르는 다른 부족들의 언어나 그곳의 역사도 잘 알고, 모험에 필요한 상식들도 잘 숙지하고 있어서 모험에 많은 도움이 된다. 어른 특유의 유연성이 떨어지는 사고 덕분에 약간 고지식한 면이 있다.

### 쟈스민(Jasmin)
침묵의 숲에서 리프와 바르다를 구해준 야생소녀. 16세. 7살 때 암흑 제왕의 수하 헌병단들에게 부모가 잡혀가는 바람에 침묵의 숲에서 필리, 크리라는 동물들과 함께 침묵의 숲에서 홀로 자라난다. 묘사에 의하면 갈색 빛을 띄는 검은 머리에 엘프같은 얼굴과 에메랄드 빛 눈동자를 가지고 있다고 한다. 침묵의 숲에서 혼자서 자라 강하고 야생적인 성격을 가지고 있고, 그 때문에 사회성과 대인관계 능력이 부족한 편이고, 감정에 휘둘릴 때도 많은 듯하다. 그래도 야생에서 살아온 만큼 여러모로 서바이벌 지식이 뛰어나고 전투력도 상당한 편인데다가 동식물과 소통할 수 있는 능력을 지닌 덕에 길을 알아내거나 주변의 감시를 피하는 등 일행에게 상당한 도움이 된다.